# ГЕС Самуел
ГЕС Самуел — гідроелектростанція на південному заході Бразилії у штаті Рондонія. Використовує ресурс річки Jamari, що є правою притокою Мадейри (в свою чергу впадає праворуч в Амазонку).
У межах проекту річку перекрили комбінованою греблею з кількох частин:
- на правобережжі розташовані земляна та кам'яно-накидна ділянки (довжиною 387 та 191 метр відповідно);
- по центру в руслі Jamari знаходиться бетонна споруда з інтегрованим машинним залом та водоскиди (довжиною 174 та 71 метр відповідно) з максимальною висотою 57,5 метра;
- на лівобережжі розташована земляна ділянка довжиною 188 метрів.
Гребля утримує витягнуте по долині річки на 120 км водосховище, для формування правого та лівого берегів якого у нижній частині споруджено земляні дамби довжиною 38 та 22 км відповідно, з висотою від 4 до 8 метрів. Водойма має площу поверхні 560 км2 та об'єм 3493 млн м3 (корисний об'єм 943 млн м3), в якому можливе коливання рівня поверхні між позначками 80 та 87 метрів НРМ.
Машинний зал обладнали п'ятьма турбінами типу Каплан потужністю по 43,2 МВт, які працюють при номінальному напорі 27,6 метра.
Видача продукції відбувається по ЛЕП, розрахованій на роботу під напругою 230 кВ.